# Деда Мразова радионица
У божићном фолклору и легендама, Деда Мразова радионица је радионица у којој Деда Мраз и његови вилењаци живе и праве играчке и поклоне који се поклањају за Божић или ,у неким културама — за Нову годину. Тачна локација Деда Мразове радионице варира у зависности од локалне културе, али се генерално верује да се налази негде око или на Северном полу. Постоји најмање осам замишљених локација за његову радионицу. На пример, људи у Канади шаљу писма у Деда Мразову радионицу на његовој локацији на Северном полу у Канади, са јединственим поштанским бројем „H0H 0H0“. Људи у Сједињеним Државама верују да је радионица велика заједница која се налази на Северном полу. Неки људи у Уједињеном Краљевству и Финској верују да се радионица Деда Мраза налази у Финској у Корватунтури, у Лапонији. Поред фабрике у којој вилењаци производе и одакле дистрибуирају играчке, у комплексу станују Деда Мраз, његова супруга, вилењаци и ирваси.

## Деда Мразове пећине и робне куће
У 20. веку постало је уобичајено током децембра да велике продавнице или робне куће имају „пећину“ у којој би глумац обучен у Деда Мраза давао поклоне, обично деци. Пећине могу бити велике области налик на фантастичне пећине које укључују аниматронске ликове, као што су вилењаци и ликови пантомиме. Ова традиција је започела у Британији 1879. године, а затим се проширила 1890-их на аустралијске и америчке робне куће које су желеле да привуку купце.
Прва божићна пећина на свету била је у Луисовој робној кући Bon Marche у Ливерпулу, у Енглеској. Пећина је отворена 1879. године под називом "Божићна бајковита земља". Као најважнији део ливерпулске празничне прославе, многе генерације су први пут посетиле Деда Мраза овде, са последњим изложбама које покривају преко 930 м2. Пећина се сада преселила на St. Johns Market, трговински центар St. Johns након што га је спасао предузетник Гај Фенел 2017. године. Пећина се сада зове „Ливерпулска чувена пећина“. Тржни центри такође постављају интерактивне изложбе.
У Аделејду, у Јужној Аустралији, прва "Магична пећина" је постављена 1896. у робној кући Џона Мартина у улици Рундл (данас Тржни центар Рундл). Годишња парада коју спонзорише продавница, Божићни избор у Аделејду, покренута је 1933. године током које је Деда Мраз био у Магичној пећини, како би се званично најавила сезона празника. Од затварања робне куће Џона Мартина, продавнице Дејвида Џонса наставиле су традицију Магичне пећине.
Робне куће и тржни центри у Уједињеном Краљевству и даље су домаћини Деда Мразових пећина.
Традиционално деца добијају играчку од Деда Мраза, приликом посете његовој пећини, било у тржном центру или малом баштенском центру. Пећине су понекад бесплатне, а понекад се наплаћују родитељима да би деца видела Деда Мраза и добила поклон изненађења.

## Репродукције
Тематска атракција у Санта Клозу, у Индијани, названа Деда Мразов замак слаткиша опонаша традиционални приказ Деда Мразове радионице. Постоји и забавни парк Деда Мразова радионица на Северном полу у Њујорку. Тематски парк Holiday World & Splashin' Safari из 1946. био је познат као  „Земља Деда Мраза“ пре 1984. и налази се у Санта Клозу, у Индијани. Друга локација за Деда Мразову радионицу, (од 1960.), такође се може наћи на Северном полу Колорадо — познатијем као Каскаде Колорадо — током целе године.

## Вилењаци
Слика вилењака у радионици популаризована је Годијевим дамском књигом, са илустрацијом на предњој корици за божићно издање из 1873. године која приказује Деда Мраза окруженог играчкама и вилењацима са натписом: „Овде имамо идеју о припремама које су обављене за снабдевање младих људи играчкама у време Божића."

## Локација
Године 1879. Томас Наст је у низу цртежа открио свету да се Деда Мразова радионица налази на Северном полу. Поштански број поште Канаде за радионицу је H0H 0H0. Поштанска служба Сједињених Држава препоручује да се пошта за Деда Мразову радионицу пошаље на адресу Деда Мраза 1225 Улица ирваса, Северни пол, Аљаска 99705. Већи део поште која се тамо шаље преусмерава се на волонтерску базу у Санта Клозу, у Индијани.
Свака нордијска земља такође тврди да се Деда Мразова радионица налази на њиховој територији. Норвешка тврди да живи у Дребаку. У Данској се каже да живи на Гренланду (близу Уманака). У Шведској, град Мора има тематски парк под називом "Сантасвет". Национални поштански терминал у Томтебоди у Стокхолму прима дечја писма за Деда Мраза. У Финској, Корватунтури је дуго био познат као Деда Мразов дом, а два тематска парка, Деда Мразово Село и Парк Деда Мраза, налазе се на Арктичком кругу у општини Рованијеми.